# آسیب‌شناسی دهان و فک و صورت
اسیب شناسی در دندانپزشکی رشته پاراکلینیک می باشد
که به بررسی میکروسکوپی ضایعات دهانی جراحی شده توسط متخصصان جراحی و بیماریهای دهان فک صورت می پردازند .
تمام مشکلاتی که در پایین ذکر شده توسط متخصص بیماریهای دهان فک صورت انجام و بررسی می‌شود 

## غدد بزاقی
در دهانمان تعدادی غدد بزاقی وجود دارد که از خود، بزاق و انواعی آنزیم ترشح می‌کنند تا هضم غذاها آسان‌تر، و لقمه راحت‌تر فروداده شود. این غدد می‌توانند گاهی دچار عفونت یا تورم شوند که بسیار دردناک است. گاهی این غدد گرفتار توده‌های خوش‌خیم یا بدخیم می‌شوند که منجر به سرطان می‌شود؛ اگرچه، عمده مشکلات مربوط به تشکیل سنگ در منفذهای کوچک است که مانع ترشح راحت و آزادانهٔ بزاق می‌شود. بزاق برای اینکه با این مشکل مقابله کند مجبور است بیشتر فعالیت کند که در نتیجه بزرگ و عفونی می‌شود. در حالی که بیشتر این سنگ‌ها خودبه خود حل می‌شوند ولی گاهی برای از بین بردن آن‌ها نیاز به عمل جراحی یا استفادهٔ آنتی‌بیوتیک‌های خاص است.

## اریون
اریون، منجر به عفونت غده پاراتیروئید می‌شود و باعث تورم دردناک در کودکان و بزرگسالان می‌شود. این عفونت تا حدودی مسری است. امروزه این بیماری با واکسیناسیون نوزادان، کنترل می‌شود. درمان خاصی برای اریون غیر از نوشیدن آب و استفاده از تیلونل نمی‌توان در نظر گرفت. گاهی این بیماری می‌تواند باعث ایجاد تورم مغز و غدد بیضه و کاهش شنوایی شود.

## بوی بد دهان
بوی بد دهان (هالیتوزیس) علت‌های متفاوتی دارد مانند سیگار، الکل، بهداشت ضعیف دهان، بیماری‌های لثه، بیماری‌های مزمن شش، تنفس با دهان، سینوزیت، بیماری‌های کبد، دیابت، بارداری، مسواک و نخ دندان نزدن، داروهایی که باعث خشکی دهان می‌شود مانند آنتی هیستامین، آنتی دیپراسینت، آنتی سیکوتیک. بهترین راه جلوگیری از بوی بد دهان، مسواک زدن مکرر دندان‌ها و زبان، تمیز نگه داشتن بینی و سینوس و نوشیدن میزان مناسب آب است.

## آفت
آفت، زخم‌های کوچکی است که در قسمت داخلی دهان، زبان و لب‌ها ایجاد می‌شود. بیشتر آفت‌های کوچک بین ۱۰ تا ۱۴ روز خوب می‌شوند. آفت بیشتر در جوان‌ها و میانسال‌ها دیده می‌شود. استرس و تنش نقش به سزایی در ایجاد آفت دارد. افرادی با سابقهٔ آلرژی نیز بیشتر در معرض این زخم هستند. غیر از حس عجیبی که آفت ایجاد می‌کند، حس سوزش و گاهی خارش را نیز به همراه دارد. برخلاف تبخال، آفت در داخل دهان دیده می‌شود و کمتر دردناک است. بهداشت مناسب دهان می‌تواند در پیشگیری مناسب باشد ولی برخی افراد مجبور به استفاده از کورتیکواسترویید می‌شوند.

## عفونت‌های قارچی
کاندیدا، از عفونت‌های بسیار رایج دهان است. افرادی که پیوند (عضو) دریافت کردند، مبتلایان به ایدز، سرطان و مصرف‌کنندگان کورتیکواسترویید، بیشتر از سایرین دچار کاندیدا و پوسیدگی دندان می‌شوند. علامت‌های این عفونت، مشاهدهٔ تکهٔ سفید پنیر مانند همراه با سوزش، درد و ناراحتی است. وقتی این بیماری تشخیص داده شود، داروهای ضدقارچ تجویز می‌شود.

## تبخال
تبخال، بیماری بسیار شایعی است که ویروس هرپس (HSV) آن را ایجاد می‌کند. این ویروس، تاول‌های دردناکی را در اطراف دهان یا لب ایجاد می‌کند. عفونت‌های HSV نه تنها اذیت کننده، بلکه دردناک نیز هستند و به‌طور مکرر عود می‌کنند. با اینکه مردم زیادی دچار این ویروس می‌شوند ولی فقط ۱۰٪ افراد علائم بیماری را بروز می‌دهند. تاول‌ها در عرض ۳ تا ۱۰ روز خوب می‌شوند ولی بسیار عفونی هستند. بسیاری افراد پس از بهبود تاول دوباره تاول دیگری در همان محل یا در کنار آن محل می‌زنند. بیماری‌های عودکننده در طبیعت، متعادل هستند و درصورتی که فرد در معرض استرس، تابش خورشید، قرار داشتن در دوران قاعدگی، ضربهٔ روحی و فیزیکی قرار بگیرد، عود می‌کند.

## سوزش دهان
سندروم سوزش دهان (BMS) یک بیماری بسیار اذیت کننده‌است که باعث ایجاد حس سوزش در دهان، لب، زبان و لثه می‌شود. این بیماری در هر کس می‌تواند ایجاد شود ولی بیشتر زنان میانسال را گرفتار می‌کند. BMS به بسیاری از بیماری‌های دهان مانند منوپوز، خشکی دهان و آلرژی ربط داده شده‌است. برخی افراد فقط دچار یک مرحله از این بیماری می‌شوند و برخی دچار نوع عودکنندهٔ این بیماری می‌شوند. بعضی از ویژگی‌های این بیماری شامل هیجان زیاد، افسردگی و منزوی شدن است. هیچ درمان قطعی برای این بیماری وجود ندارد ولی درمان‌هایی مانند مواد شیمیایی جذب کنندهٔ آب، مکمل‌های ویتامینی و آنتی پرسانت چاره ساز هستند.برای درمان مراجعه به متخصص اورال مدیسین لازم می باشد .

## سرطان‌ها
سرطان دهان می‌تواند لب، زبان، لثه، کف دهان و داخل گونه‌ها را گرفتار کند. سرطان‌های دهان در مراحل حیاتی بدون درد یا با زخم‌های کوچکی همراه هستند. سرطان دهان در اثر استعمال دخانیات، افراط در الکل، در معرض تابش خورشید قرار گرفتن (لب‌ها)، جویدن تنباکو و بیماری‌های پوستی ایجاد می‌شود. هرچه زودتر سرطان تشخیص داده شود، شانس کامل شدن درمان بیشتر می‌شود. اگر شما در دهان خود، تودهٔ مرموزی را که مدت طولانی ایجاد شده، مشاهده می‌کنید، باید به سرعت به دندانپزشک خود برای معاینه مراجعه کنید. معمولاً تشخیص این بیماری با بیوپسی توسط متخصص بیماریهای دهان فک صورت انجام می‌شود و درمان به نوع سرطان، محل بروز آن و میزان گسترش بستگی دارد.